# حيرام باربر
حيرام باربر هو محامي وشخصية أعمال وقاضي وسياسي أمريكي، ولد في 25 يناير 1800 في هيبرون في الولايات المتحدة، وتوفي في 23 أكتوبر 1888. نشط حزبياً في الحزب الديمقراطي. وقد انتخب عضو جمعية ولاية ويسكونسن ‏.